# Gebrüder Blattschuss
Gebrüder Blattschuss ("Les frères Blattschuss") est un groupe allemand qui eut ses succès avec des chansons de schlager essentiellement à la fin des années 1970 et au début des années 1980. Aujourd'hui, c'est un duo.

## Histoire
Le groupe publie ses premières chansons en 1976 à base d'airs familiers et de paroles pleines d'esprit. Plus tard il sort aussi des chansons graves et mélancoliques. Son album Bla-Bla-Blattschuß, fait de compositions originales, attire l'attention. La chanson Kreuzberger Nächte est un succès national, elle reste plusieurs semaines dans les meilleures ventes et leur permet de passer à la télévision comme au Hit-Parade (ZDF). (Par ailleurs, elle sera adaptée en français par Grand Jojo qui en fera son plus grand succès On a soif !).
En 1979, il participe à la sélection allemande au Concours Eurovision de la chanson avec la chanson Ein Blick sagt mehr als jedes Wort mais finit dernier des douze participants.
Les années suivantes, plusieurs chansons se placent dans les charts. Jusqu'au milieu des années 1980, le groupe sort six albums. Puis son activité se met en pause. Depuis 1988, Beppo Pohlmann avec Kalle Ricken poursuivent en duo dans des festivals et des événements caritatifs de théâtre et de cabaret.

## Discographie

### Singles
- 1977: Fritz, der Flitzer
- 1978: Kreuzberger Nächte
- 1978: Die Geräusch-Hitparade
- 1979: Früh-Stück
- 1981: Ich bin in Diana verliebt
- So eine Nacht
- Vollpension auf Ballermann
- Nie wieder Ballermann
- Auf Wiedersehen, du deutsche Mark
- Berlin bleibt Berlin (Medley)
- 2006: Früh-Stück 2006 avec Steffi & Nicole (Happy Appletree)

### Albums
- 1977: Dümmer als Du denkst!
- 1978: Bla-Bla-Blattschuß
- 1979: GmbH & Chor KG – Gesänge mit beschränkter Hoffnung
- 1980: Im Kaufhaus
- 1981: Herzblatt
- 1982: Sozialkomik
- 1993: Wenn der Zapfhahn kräht
- 2002: Alles drauf!